# Sven Månsson (Somme)
Sven Månsson (Somme), död 16 december 1623, var en svensk hovjunkare, militär och hovmästare.

## Biografi
Sven Månsson (Somme) var son till Måns Svensson (Somme) och Anna Turesdotter (Bielke). Han var 1570 och 1583–1585 hovjunkare hos Johan III och var från 1 maj 1586 till 15 april 1590 ryttmästare vid Östgöta ryttare. Sven Månsson var även hovmästare hos Maria Elisabet av Sverige. Han avled 1623.

### Egendom
Sven Månsson innehade Västerby i Sankt Johannes socken som sätesgård. Han innehade jord i bland annat Bankekinds härad, Björkekinds härad, Bråbo härad, Göstrings härad, Hammarkinds härad, Kinda härad, Lösings härad, Vifolka härad och Östkinds härad och Östgöta bergslag i Östergötland, Jönåkers härad, Oppunda härad och Västerrekarne härad i Södermanland, Kils härad, Väse härad och Ölme härad i Värmland, Norrvidinge härad, Sunnerbo härad, Västbo härad och Sköllersta härad i Närke, Åkerbo härad i Västmanland och Seminghundra härad i Uppland.

### Familj
Sven Månsson gifte sig 28 november 1601 med Metta Gylta (1554–1642), dotter till riksrådet och lagmannen Bengt Gylta och Ingeborg Jacobsdotter (Krumme). Metta Gylta var änka efter riksrådet och lagmannen Jöran Holgersson (Gera).

## Se vidare
- Somme (släkt)